# Josep de Miró i de Burguès
Josep de Miró i de Burguès   (Reus, 24 de juny de 1796 - Reus, 16 de gener de 1855) va ser un militar català.

## Biografia
Mmembre de la Real Maestranza de Caballería de Sevilla i cavaller de l'Orde de Carles III, va ingressar a l'orde el 30 de març de 1829. Era germà d'Agustí de Miró i de Burguès, militar condecorat i d'Emili de Miró i de Burguès, escriptor i militar, i fill d'Agustí de Miró i de Folch.
Contra la seva voluntat i a causa de la seva rellevància social, va tenir un paper destacat durant la Guerra del francès. Es va veure obligat a fer d'intèrpret a les tropes napoleòniques i el maig de 1811 el general Suchet el va designar membre de la Junta Corregimental afrancesada, i quan Suchet va celebrar a Reus pel juliol de 1811 la presa de Tarragona, va ser una de les seixanta persones convidades. Això no va impedir que per l'agost d'aquell any fos elegit vocal del Corregiment de Tarragona a la Junta Superior de Catalunya. Es va entendre que el seu col·laboracionisme amb els invasors havia estat forçat. Per això, Ferran VII va hostatjar-se al seu Palau quan va passar per Reus el 1814 tornant de l'exili. El 1812 es va casar amb Josepa de March i de Bru, filla de Joaquim de March i de Bassols. Va tenir diversos fills i filles, entre ells Joaquim de Miró i de March.
Va ser Síndic personer a l'Ajuntament de Reus els anys 1819, 1820 i 1823. El 1822 era membre de la Junta Municipal de Beneficència que tenia l'objectiu de millorar el funcionament dels hospitals d'assistència als pobres, que havia organitzat l'alcalde Joan Rincón i que estava presidida pel doctor Tomàs Sol. A les acaballes de 1823, quan era regidor a la fi del trienni liberal, denuncià diversos membres del nou consistori absolutista com a indignes de ser-ho per haver estat, durant el Trienni, constitucionalistes, milicians i ex-membres de la "Tertúlia Patriótica", una organització que reunia els liberals reusencs des del 1820.
Va ser nomenat alcalde el 1824 i era un important dirigent dels absolutistes durant la Dècada ominosa. El 30 de setembre, en un ple municipal, va proposar celebrar l'endemà una festa amb motiu de la restauració absolutista. Va ordenar fer un pregó per celebrar "la llibertat del rey nostre senyor y reial família, tan desitjada per tots los amants de la conservació dels drets del altar y del trono". L'endemà es va celebrar un tedèum a la prioral de Sant Pere i es va ordenar la il·luminació de la vila. Va reintroduir el culte religiós a la ciutat i el 17 d'octubre va organitzar una gran rebuda a l'arquebisbe de Tarragona, Jaume Creus de visita oficial a Reus. Pels mateixos dies, els reialistes van entrar a diverses cases dels liberals per prendre'ls les armes i mirar si tenien objectes de contraban. A mitjans de desembre, per ordre seva, es va retirar la placa que anomenava la plaça de la Constitució, ara plaça del Mercadal, i es va portar a una bòbila per tal de destruir-la. El 1825, l'arquebisbe Creus va fer un informe datat a Poblet on afirmava que entre tots els grups de Voluntaris reialistes que hi havia a la seva diòcesi el més ben organitzat i eficient era el de Reus, i que "la constante tranquilidad de aquel numeroso pueblo" es devia a Josep de Miró per la seva bona feina. El 1827 era regidor degà a l'ajuntament reusenc. Quan es va iniciar la regència de Maria Cristina el 1833, va ser desterrat a Maó. El 1838 vivia a Perpinyà i el 1839 era a Tolosa. El juny de 1844 tornava a ser a Maó. Antoni Pons, un menestral reusenc autor d'un interessant dietari, dona notícia de que Josep de Miró va tornar a Reus el 22 d'agost de 1845 "que del año 1833 estaba desterrado en la isla de Mahón".
Era membre de la família reusenca dels Miró, ennoblida a mitjans del segle xviii, com d'altres de Reus, per qüestió de patrimoni, de relacions socials i familiars però sobretot per haver estat partidaris de Felip V. Va morir a Reus el 16 de gener de 1855, després d'haver redactat el seu testament en català.
El Miró que s'ennoblí fou Pau de Miró i Claveguera, fill d'un paraire de Reus i ell mateix comerciant, que va ser fet ciutadà honrat de Barcelona el 1755 i cavaller el 1757. Els seus descendents van heretar les baronies d'Ortafà i de Sales. El pare de Josep de Miró, Agustí de Miró i de Folch, nascut també a Reus, tot i els títols obtinguts, va seguir amb el comerç. Agustí de Miró també va ser membre de la Reial Maestranza de Sevilla.